# Troubles de Split 1918-1920
Les troubles de Split 1918-1920 correspond à une série de violentes bagarres ont eu lieu dans la ville de Split entre Croates et Italiens, culminant dans une lutte le 11 juillet 1920 qui a entraîné la mort du capitaine Tommaso Gulli du croiseur protégé italien Puglia, du civil croate Matej Miš et du marin italien Aldo Rossi. Ces incidents sont à l'origine de la destruction à Trieste du Centre culturel slovène par les fascistes italiens.

## Contexte

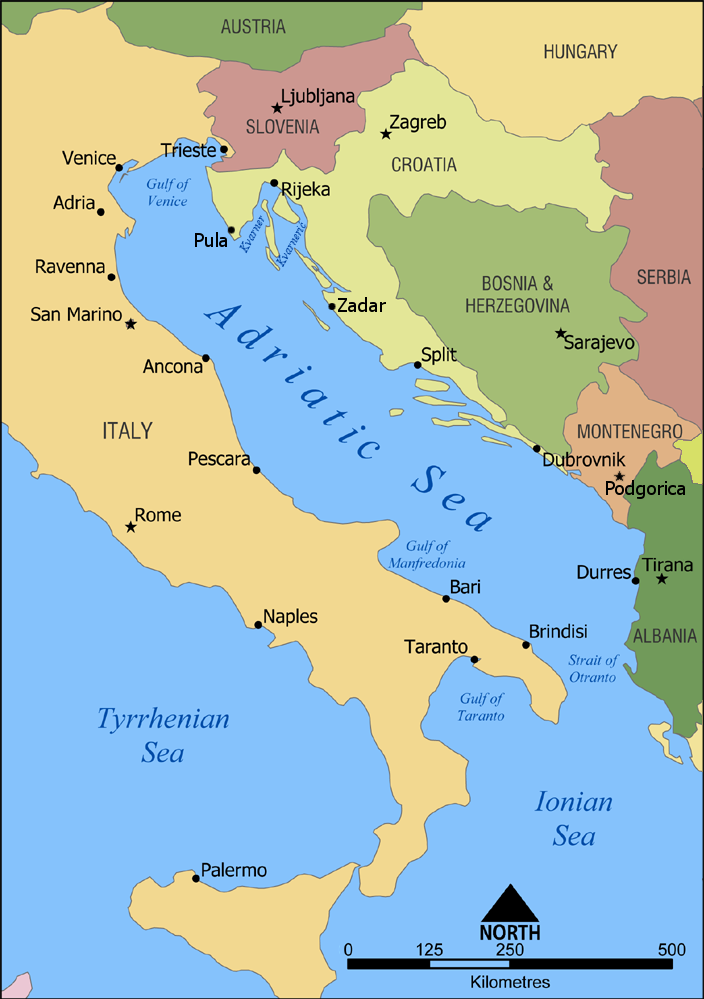
Emplacement de la mer Adriatique.

Les affrontements sont le produit d'une lutte séculaire entre les Slaves du Sud et les Italiens pour le contrôle de la côte orientale de la mer Adriatique. Au cours de la seconde moitié du 19e siècle, Split a connu un antagonisme entre le parti autonomiste pro-italien et le parti populaire pro-yougoslave.
Les hostilités entre les deux ethnies se sont accrues après la chute de l'Empire austro-hongrois, lorsque les irrédentistes italiens ont demandé l'annexion à l'Italie de plusieurs villes anciennement austro-hongroises de la côte est de la mer Adriatique, où vivaient à la fois des Slaves du Sud et des Italiens, et ont occupé plusieurs d'entre elles par la force.

## Population
Selon le recensement de 1910, Split comptait 20 275 habitants, dont 18 176 (85,18 %) étaient Croates ou Serbes (les Croates étaient majoritaires, mais le recensement ne faisait pas de distinction entre les deux), tandis que 2 082 (9,73 %) étaient Italiens<ref(it) G.Perselli, Recensements de la population de l'Istrie, avec Rijeka et Trieste, et de certaines villes dalmates entre 1850 et 1936, Unione Italiana Fiume-Università Popolare di Trieste, Trieste-Rovigno 1993</ref>.
Dans la ville de Split, il existait une communauté italienne autochtone, qui a été réorganisée en novembre 1918 par la fondation des «  Fasces nationales » (sans rapport avec le fascisme) dirigées par Leonardo Pezzoli, Antonio Tacconi, Edoardo Pervan et Stefano Selem, anciens membres du Parti autonomiste, qui avait été dissous par les autorités autrichiennes en 1915.
Les données de ce recensement avaient sous-estimé le nombre d'Italiens dans la zone de la ville et cette erreur semble être confirmée par une série d'événements ultérieurs. En effet, à la suite du traité de Rapallo, les Italiens de Dalmatie pouvaient opter pour l'acquisition de la nationalité italienne au lieu de la nationalité yougoslave, tout en conservant leur résidence : malgré une violente campagne d'intimidation de la part de la Yougoslavie, plus de 900 familles de « Spalatini » italophones avaient exercé l'option d'être italiens. En outre, un recensement des Italiens vivant hors d'Italie a été effectué en 1927: à Split et dans ses environs, 3 337 citoyens italiens ont été recensés.
Selon Antonio Tacconi, étant donné qu'environ 1 000 Italiens ont quitté la ville après son incorporation au Royaume des Serbes, Croates et Slovènes et en estimant qu'un certain pourcentage d'Italiens a accepté la citoyenneté yougoslave, il est possible d'estimer la population italienne de Split en 1918/1919 à 7 000 personnes. Ce nombre est obtenu en analysant l'adhésion aux associations italiennes de Split en 1918/1919. Cette quantité est plus de 3 fois supérieure aux données du recensement autrichien de 1910.

## Histoire
Après la défaite autrichienne, dans la première moitié de novembre 1918, les troupes italiennes occupent unilatéralement des territoires de l'Autriche-Hongrie promis à l'Italie par le pacte secret de Londres de 1915. Split ne fait pas partie de ces territoires et est placée sous occupation militaire alliée; les Italiens envoient deux navires de guerre - le torpilleur Riboty et le croiseur protégé Puglia - tandis que la minorité italienne demande publiquement l'annexion de la ville à l'Italie, soutenue par certains milieux politiques italiens. Dans le même temps, les Croates forment la Garde nationale, une milice locale chargée de garantir l'ordre public.
Le 9 novembre 1918, deux destroyers français entrent dans le port de Split. Les Italiens affichent le drapeau italien aux fenêtres de leurs maisons pour donner l'impression que les citoyens soutiennent la demande d'annexion de l'Italie. Cela a toutefois provoqué une émeute et les drapeaux ont été arrachés. Le commandant d'un ancien navire autrichien déjà amarré au port a ordonné le retrait des drapeaux. D'autres incidents et manifestations contre l'Italie ont eu lieu dans d'autres villes, comme Trogir et Kaštela. L'amiral italien Enrico Millo, nommé commandant militaire temporaire pour les parties de la Dalmatie occupées par l'Italie, a envoyé unilatéralement des navires de la marine italienne dans la ville. Le 12 janvier, le Puglia arrive au milieu de grandes protestations.
Le 12 septembre 1919, Gabriele D'Annunzio a conduit environ 2 600 troupes rebelles de l'armée italienne - certaines unités des Grenadiers de Sardaigne - des nationalistes italiens et des irrédentistes pour s'emparer de la ville portuaire adriatique de Fiume, forçant le retrait des forces d'occupation interalliées (américaines, britanniques, italiennes et françaises), et se dirigeant ensuite vers le sud pour occuper la ville dalmate de Zadar. En conséquence, des irréguliers nationalistes armés commandés par le comte italien dalmate Fanfogna se sont rendus plus au sud, à Trogir, la ville voisine de Split, et ont organisé une occupation similaire, rapidement étouffée par les Alliés,,. À Split, située juste au sud de Trogir, de l'autre côté de la baie de Kaštela, les citoyens craignaient que leur ville (nettement plus grande) ne soit la suivante et que l'administration militaire conjointe des Alliés ne se tienne une fois de plus à l'écart alors qu'une autre ville dalmate passait sous le contrôle d'irréguliers nationalistes italiens armés.

### Incident du 27 janvier à Split
La crainte d'une annexion par l'Italie a conduit à une attitude violente de certains membres de la majorité croate à l'égard de la minorité italienne ; tant à Split qu'à Trogir, les Italiens ont été agressés à plusieurs reprises et leurs biens endommagés, surtout après la tentative de Fanfogna de prendre Trogir. L'incident le plus grave s'est produit le 27 janvier 1920, après que les Alliés eurent envoyé à Belgrade une note malvenue sur le règlement de la nouvelle frontière italo-yougoslave. Un rassemblement public contre l'impérialisme italien est organisé, mais il se termine par l'assaut des bureaux de quelques associations italiennes et d'une vingtaine de magasins italiens, dont les enseignes, les volets et les fenêtres sont brisés,,.

### Incident du 11 juillet
Le 11 juillet 1920, un conflit de rue éclate entre Italiens et Croates. Les récits divergent sur la cause de ces affrontements: selon des sources croates, ils ont été déclenchés par le retrait d'un drapeau yougoslave par deux officiers du Puglia; selon des sources italiennes, ils ont été déclenchés par des personnes qui venaient d'assister à une conférence tenue par un nationaliste croate,.
Pendant les émeutes, un groupe d'officiers du Puglia a trouvé refuge dans un endroit proche des docks : le capitaine Gulli a ordonné à un bateau commandé par le lieutenant Gallo de les secourir, mais il a été bloqué par la foule. Gallo a alors tiré en l'air des «  coups de semonce  ». Bientôt le capitaine Gulli est descendu lui-même à terre sur un bateau à moteur, mais en s'approchant des quais il a trouvé une grande foule et des coups de feu ont été échangés. Une grenade à main lancée sur le navire a blessé mortellement le marin Aldo Rossi et en a blessé plusieurs autres. Un civil dans la foule, Matej Miš, a été abattu et tué, et le capitaine Gulli a également été touché par un tir, mourant le jour suivant. En Italie, la réaction à ce qui s'est passé à Split a été l'indignation, tandis que dans la ville de Trieste (une autre ancienne Austro-Hongroise annexée par l'Italie), les proto-fascistes et nationalistes italiens ont détruit la salle nationale de Trieste (Narodni dom), le centre du théâtre slovène de Trieste et d'autres activités.

## Source
- (en) Cet article est partiellement ou en totalité issu de l’article de Wikipédia en anglais intitulé « 1918–1920 unrest in Split » (voir la liste des auteurs).